# 白鲁恂
白鲁恂（英語：Lucian Pye，1921年10月21日—2008年9月5日），美国政治学家、汉学家，麻省理工学院教授。他的研究主要关注文化差异在第三世界国家政治的现代化发展中的特殊作用，被认为是政治文化概念最早的实践者和提倡者。对美国几代政治学家有较大影响。

## 生平
白鲁恂出身于派驻中国的公理会传教士家庭，出生在中国山西省汾州。他小时候曾受中英双语教育。但回美国读小学之后中文基本上已遗忘。1939年进入明尼苏达州卡尔顿学院读书，其间认识了Mary Toombs Waddill，1945年与之结婚，后者成为他重要的合著者和编辑。二战中，他回到中国，成为美国海军陆战队第5军的文职官员，军衔少尉。后进入耶鲁大学，在加布里埃尔·阿尔蒙德指导下攻读博士学位。期间表现出惊人的学术能力，与其他多位政治学家共同超越了传统的现实主义方法，开始探讨国际关系的心理学、社会学和人类学因素。1951年，以论文《1920年代的中国军阀政治体制》获得博士学位。
在麥卡錫主義时代，他反对当时反共思潮对政治学强加的束缚。1956年起在麻省理工学院任教，长达35年。最初在国际研究中心，后参与创建了政治学系，培养了许多美国政治学者和政治家。
他在香港建立了研究中心，并在马来西亚和缅甸工作过。他對馬來西亞的研究，認為共產主義對當地的吸引力來自對變革步伐的不安全感。他认为，在解釋发展時，心理因素比经济因素更加重要。他在1976年著作Mao Tsê-tung: the man in the leader中，将毛泽东的反叛性格归因于心理学上的婴儿全能感。Donald L. M. Blackmer 教授批评他的方法想像超過事实的证据，不過可以解釋不然無法解釋的現象。他1996年的論文認為毛可能是自戀與邊緣性人格障礙。
他在许多美国涉及亚洲的研究和政策机构如美中关系委员会、美国外交关系委员会任职。曾担任许多美国民主党总统候选人包括约翰·肯尼迪的顾问。1988—1989年任美国政治学会主席。

## 主要著作

### 中譯本
- 白鲁恂. . 劉憲閣譯. 時代國際. 2009年  [2014-02-05]. ISBN 978-988-17927-9-2. （原始内容存档于2014-06-27）.

### 英文
- Lucian W. Pye. . Harvard University Press. 1985年  [2014-02-05]. ISBN 978-0-674-04979-6. （原始内容存档于2014-06-27）.
- Lucian Wilmot Pye; Mary W. Pye. . Little, Brown. 1972年  [2014-02-05]. ISBN 978-0316724128. （原始内容存档于2014-06-27）.
- Lucian W. Pye. . Basic Books. 1976年. ISBN 978-0-465-04396-5.